# Filocle
Filocle (in greco antico: Φιλοκλῆς?, Filoclés; metà del V secolo a.C. – 405 a.C.) è stato un ammiraglio ateniese.

## Biografia
Filocle fu nominato generale nel 406 a.C., dopo il processo delle Arginuse, assieme ad Adimanto e a Conone, e con questa carica combatté la battaglia di Egospotami (405 a.C.), nella quale fu fatto prigioniero dagli Spartani.
Era stato Filocle a proporre di mutilare tutti i prigionieri che avevano preso parte ai combattimenti navali contro Atene. Non si sa, però, se il decreto fosse stato approvato da un'assemblea di Atene o da una riunione tenuta prima della battaglia; è altrettanto dubbio se la mutilazione riguardasse solo il pollice destro, come riferisce Plutarco, o tutta la mano destra, come riferisce Senofonte.
La stessa crudeltà era stata mostrata da Filocle in occasione della cattura di una trireme corinzia e di un'altra andriana, i cui equipaggi furono gettati in mare.
Per vendicarsi di questi fatti, Lisandro fece sgozzare lui e gli altri 3000 prigionieri ateniesi catturati dopo Egospotami, risparmiando solo il traditore Adimanto. Si racconta, sulla base di quanto affermato da Teofrasto, che Filocle, quando Lisandro gli chiese che punizione meritasse, gli abbia risposto di non improvvisarsi giudice, ma di eseguire semplicemente la condanna che lui gli avrebbe inflitto nel caso avesse vinto; dopodiché, sempre secondo questo resoconto, Filocle diede l'esempio agli altri ateniesi, facendosi giustiziare per primo.